# هیچ (فیلم ۱۳۸۸)
هیچ چهارمین فیلم سینمایی عبدالرضا کاهانی محصول اسفند ۱۳۸۸ است.

## بازیگران و شخصیت‌ها
| بازیگر        | نقش      |
| ------------- | -------- |
| مهدی هاشمی    | نادر     |
| پانته‌آ بهرام  | محترم    |
| باران کوثری   | یکتا     |
| نگار جواهریان | لیلا     |
| مهران احمدی   | بیک      |
| احمد مهران‌فر  | عادل     |
| صابر ابر      | نیما     |
| نیره فراهانی  | عفت      |
| مرضیه برومند  | عمه نادر |
| علیرضا استادی | نگهبان   |

## داستان
مردی که زیاد می‌خورد و همه اطرافیان خود را ناراضی کرده، به بهانه ازدواج با مادر خانواده وارد یک خانواده شلوغ و بی‌پول جنوب شهری می‌شود…

## جستار‌های وابسته
- کلیه